# 库尔基诺区 (图拉州)

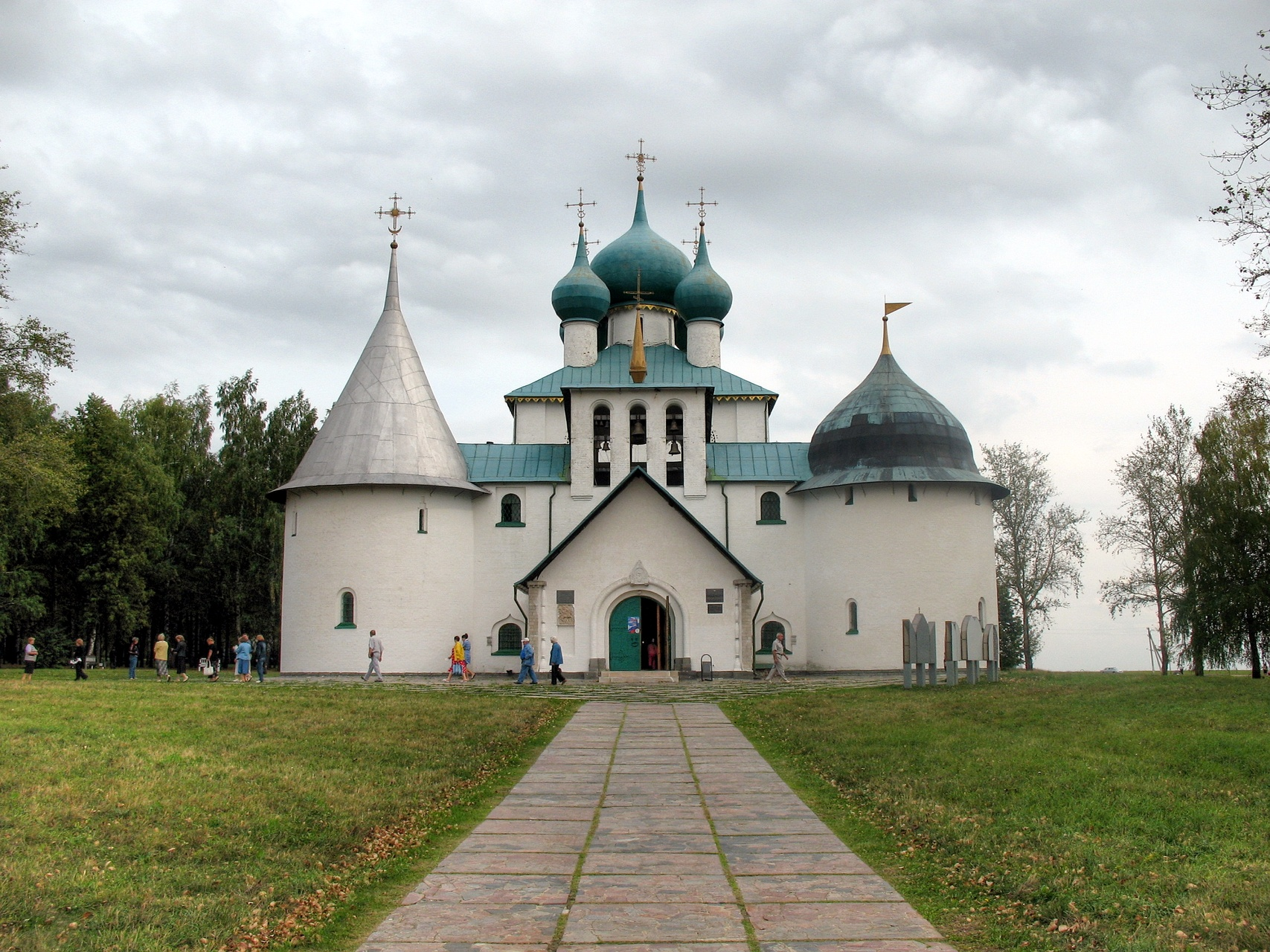

53°26′12″N 38°40′11″E / 53.43667°N 38.66972°E
庫爾基諾區（俄语：Куркинский район），是俄羅斯的一個區，位於該國西部，由圖拉州負責管轄，面積949.25平方公里，2010年該區人口10,830，人口密度為每平方公里11.41人。